# 無礼
| ウィキペディアには「無礼」という見出しの百科事典記事はありません（タイトルに「無礼」を含むページの一覧/「無礼」で始まるページの一覧）。 代わりにウィクショナリーのページ「無礼」が役に立つかもしれません。 |